# Austromyrtus
Austromyrtus é um género botânico pertencente à família Myrtaceae constituído por três espécies de arbustos. São espécies nativas da costa oriental da Austrália, em Queensland e Nova Gales do Sul. Das três espécies, A. tenuifolia é a mais vulgar. Os frutos de A. dulcis têm um certo sabor a canela.
Muitas espécies, antes classificadas no género Austromyrtus são, actualmente, colocadas no género Gossia. A espécie antes conhecida como Austromyrtus lasioclada, comum no norte de Nova Gales do Sul e Queensland, é actualmente conhecida pelo nome de Lenwebbia lasioclada.